# 姦屍犯
《姦屍犯》（匈牙利語：A martfűi rém）是一部2016年匈牙利新黑色犯罪片。由亞派德·索伯斯執導，佐爾特·安格爾、莫妮卡·巴爾賽和索菲婭·紹莫希等人主演。電影改編自一起真實的連環凶殺案，發生在1960年代共產黨執政的匈牙利。

## 外部連結
- 网易影评：这部硬核18禁电影，果然令人“窒息” （页面存档备份，存于）